# Lupa.cz
Lupa.cz – czeskie czasopismo internetowe poświęcone tematyce internetu w Czechach.
Na łamach pisma omawia się aktualne wydarzenia internetowe i kulisy czeskiej sieci oraz przedstawia wywiady z ważnymi osobistościami biznesu online. Serwis porusza tematy związane z operatorami mobilnymi i dostawcami usług internetowych, internetowymi środkami przekazu, e-administracją, sklepami internetowymi, bezpieczeństwem i regulacjami. 
Strona została założona w 1998 r. przez studenta Marka Antoša. Wydawcą serwisu jest Internet Info, s.r.o. W ciągu miesiąca witrynę odwiedza 712 tys. realnych użytkowników.
W 2012 r. funkcję redaktora naczelnego objął David Slížek.